# Arsegüell
Arsegüell (en catalán, y oficialmente desde 1983, Arsèguel) es un municipio español situado en la provincia de Lérida, en la comunidad autónoma de Cataluña. Pertenece a la comarca del Alto Urgel. Tiene una población de 93 habitantes (INE 2009).

## Geografía
Integrado en la comarca de Alto Urgel, se sitúa a 144 kilómetros de Lérida. El término municipal está atravesado por la carretera nacional N-260 (Eje Pirenaico). El relieve del municipio está definido por el valle alto del río Segre por el norte y por las primeras estribaciones de la sierra del Cadí por el sur. La altitud oscila entre los 1508 metros al sureste, en un collado de una zona montañosa, y los 750 metros a orillas del río Segre. El pueblo se alza a 949 metros sobre el nivel del mar. 
| Noroeste: Estamariu y Valles del Valira (exclave) | Norte: El Pont de Bar | Nordeste: El Pont de Bar |
| Oeste: Alás Serch                                 |                       | Este: El Pont de Bar     |
| Suroeste: Alás Serch                              | Sur: Cava             | Sureste: Cava            |

## Historia
Aparece citado por primera vez en el acta de consagración de la catedral de Urgel. Perteneció primero al condado de Cerdaña y a partir del siglo XIV al de Urgel.
En el siglo XVI la zona estaba poblada de bandoleros, por lo que fue el escenario de diversos enfrentamientos entre los bandidos y las tropas del rey.

## Geografía humana

### Demografía
Cuenta con una población de 78 habitantes (INE 2024).
| Gráfica de evolución demográfica de Arsegüell entre 1842 y 2021 |
| |
| Población de derecho según los censos de población del INE Población de hecho según los censos de población del INEEn este censo se denominaba Aseguell: 1842 En estos censos se denominaba Arseguell: 1857, 1860, 1877, 1887, 1897, 1900, 1910, 1920, 1930, 1940, 1950, 1960, 1970 y 1981 |

## Cultura
La iglesia parroquial está dedicada a santa Coloma. Es de origen románico de nave única y sin ábside. La portalada está formada por tres arquivueltas y tiene anexo un campanario de planta cuadrada que se construyó con posterioridad. A los lados de la nave se abren diversas capillas, también construidas en un periodo más tardío. El templo fue reconstruido utilizando piedras procedentes de otro templo que estaba dedicado a san Miguel y del que sólo quedan los cimientos.
Del antiguo castillo que fue propiedad de la familia Cadell entre el siglo XII y siglo XIII tan sólo quedan en pie algunos restos de los muros que han quedado integrados dentro del núcleo urbano.
Arseguell celebra su fiesta mayor en el mes de agosto. Desde 1976 y durante el mes de julio tiene lugar un encuentro de acordeonistas del Pirineo. El éxito de este encuentro hizo que en 1988 se fundara el Museo del Acordeón donde se exponen ejemplares de este instrumento mostrando su historia.

## Economía
Los principales cultivos están dedicados al forraje para los animales Hay también plantaciones de patatas, cerezos y hortalizas. En cuanto a la ganadería, destacan los rebaños de ganado bovino así como las granjas de conejos.
Los bosques cercanos a la población también son explotados económicamente.
El pueblo cuenta con una hilatura lanar que funciona mediante energía hidráulica y en la que aún puede verse funcionando una hiladora del siglo XVIII.